# Гиншар, Альбер
Альбе́р Гинша́р (фр. Albert Guinchard; 10 ноября 1914, Женева — 14 мая 1971, Женева) — швейцарский футболист, игравший на позиции полузащитника; участник чемпионатов мира (1934, 1938).

## Биография

### Клубная карьера
Гиншар всю футбольную карьеру играл за «Серветт», в составе которого выиграл четыре чемпионских титула. Всего за эту команду он сыграл более 500 матчей в разных турнирах.

### Карьера в сборной
В составе сборной Швейцарии сыграл на чемпионате мира 1934 года в двух матчах турнира. 
В 1/8 финала Швейцария обыграла сборную Нидерландов со счётом 3:2. В 1/4 финале швейцарцы проиграли со счётом 2:3 будущему серебряному призёру сборной Чехословакии.
Спустя четыре года вошёл в состав сборной для участия на чемпионате мира 1938 года, но на турнире не играл. Всего за сборную Швейцарии сыграл 12 матчей, в которых не забил ни одного мяча.

### Смерть
Скончался 19 мая 1971 года в Женеве в возрасте 56 лет после продолжительной болезни.

## Достижения
«Серветт»
- Чемпион Швейцарии (4): 1932/33, 1933/34, 1939/40, 1945/46